# Черчемаджоре
Черчемаджоре (італ. Cercemaggiore) — муніципалітет в Італії, у регіоні Молізе,  провінція Кампобассо.
Черчемаджоре розташоване на відстані близько 195 км на схід від Рима, 12 км на південь від Кампобассо.
Населення — 3813 осіб (2014).
Щорічний фестиваль відбувається 11 вересня. Покровитель — San Vincenzo.

## Демографія
Населення за роками:

Станом на 1 січня 2023 року в муніципалітеті офіційно проживало 128 іноземців з 24 країн, серед них 41 громадянин країн Євросоюзу.

## Сусідні муніципалітети
- Кастельпагано
- Черчепіккола
- Джильдоне
- Єльсі
- Мірабелло-Саннітіко
- Морконе
- Річча
- Санта-Кроче-дель-Санніо
- Сепіно